# Mitrobryum koelzii
Mitrobryum koelzii là một loài rêu thuộc họ Dicranaceae. Đây là loài đặc hữu của Ấn Độ. Môi trường sống tự nhiên của chúng là rừng khô nhiệt đới hoặc cận nhiệt đới. Chúng hiện đang bị đe dọa vì mất môi trường sống.